# هكتور دي كاسترو
هكتور دي كاسترو (بالإنجليزية: Hector de Castro)‏ هو دبلوماسي وشخصية أعمال أمريكي، ولد في 1849، وتوفي في 30 يناير 1909.